# Rastenoviće
Rastenoviće (izvirno srbsko Растеновиће) je naselje v Srbiji, ki upravno spada pod Občino Sjenica; slednja pa je del Zlatiborskega upravnega okraja.

## Demografija
V naselju živi 98 polnoletnih prebivalcev, pri čemer je njihova povprečna starost 28,9 let (29,7 pri moških in 28,0 pri ženskah). Naselje ima 22 gospodinjstev, pri čemer je povprečno število članov na gospodinjstvo 6,59.
|  |

| Demografija | Demografija     | Demografija     |
| Leto        | Št. prebivalcev | Št. prebivalcev |
| ----------- | --------------- | --------------- |
|             |                 |                 |
|             |                 |                 |
|             |                 |                 |
|             |                 |                 |
| 1948        | 180             |                 |
| 1953        | 167             |                 |
| 1961        | 176             |                 |
| 1971        | 220             |                 |
| 1981        | 214             |                 |
| 1991        | 187             | 187             |
| 2002        | 149             | 145             |
|             |                 |                 |

| Etnična sestava po popisu iz leta 2002 | Etnična sestava po popisu iz leta 2002 | Etnična sestava po popisu iz leta 2002 | Etnična sestava po popisu iz leta 2002 | Etnična sestava po popisu iz leta 2002 |
| -------------------------------------- | -------------------------------------- | -------------------------------------- | -------------------------------------- | -------------------------------------- |
| Bošnjaki                               | Bošnjaki                               |                                        | 116                                    | 80,0%                                  |
| Muslimani                              | Muslimani                              |                                        | 27                                     | 18,62%                                 |
| Neznano                                | Neznano                                |                                        | 0                                      | 0,0%                                   |